# Luis Cebrián Mezquita
Luis Cebrián Mezquita (Valencia, 1851-Valencia, 1934) fue un escritor, periodista, cronista y médico español, presidente de Lo Rat Penat.

## Biografía
Nació el 21 de junio de 1851 en Valencia.  Médico y escritor, fue presidente de la sociedad Lo Rat Penat y uno de los redactores del periódico republicano El Universo, además de colaborar en muchas otras publicaciones de índole literaria, como Valencia Ilustrada, Revista de las Provincias, La Antorcha, Revista de Castellón y Revista de Valencia. Falleció el 2 o 3 de febrero de 1934 en Valencia.